# Aarfa
El Aarfa también llamado Ach-chyoukh , (en bereber: Imedyazen , los trovadores) es un folclore musical propio de las tribus Zenetes en el noreste de Marruecos y en el noroeste de Argelia . El Aarfa inspiró la Reggada, estilo que se extendió desde Berkane en la provincia de Nador y la provincia de Uchda y en el noroeste de Argelia. El Aarfa, danza de guerra Zenata , no debe confundirse con Allaoui .

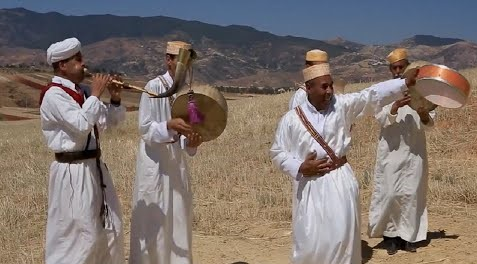
Grupo de Aarfa en Tensamán, Rif

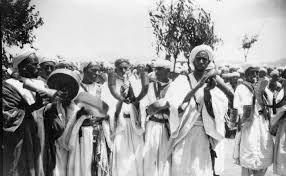
Imedyazen durante una ceremonia en Ait Touzine

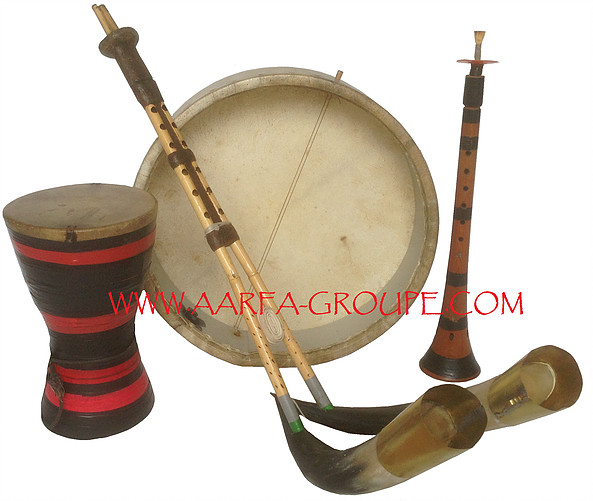
Instrumentos de un grupo de Aarfa

 aarfa se difundió en Marruecos berkane

## Música folclórica
Los grupos  de Aarfa están formados por un animador llamado Sheikh, flautistas y pandereteros. El Cheikh en su papel de líder, dicta el tempo, canta y también hace las dedicatorias.
Se dice entonces que él barrah (árabe) o itragha (bereber) . Anteriormente, los grupos de Imedyazen estaban acompañadas por guerreros ( Ibaroudiyen en bereber) que disparaban  una ráfaga de pólvora de acuerdo con las órdenes del jeque . Esta práctica ahora ha desaparecido.
Hay cuatro repertorios principales para el Imdiazen, que han sido influenciados por la prosodia árabe:

- Izran  : el jeque canta versos en bereber, llamado Izran. Estos se intercalan con un estribillo llamado Aya ralla buya.
- Lġiwan  : este es un estilo de prosa típico de las tribus de Beni Iznassen , más a menudo cantadas en árabe.
- Laarour  : poema satírico Rifeño .
- Aya moulay negh  : esta es una prosa que solo se canta durante el Tameghra (matrimonio) en honor del novio.

## Instrumentos
Este folclore musical se basa en estos instrumentos tradicionales y artesanales:
- el bendir / Adjoun  : instrumento de percusión, marco de madera grande en forma de círculo, cubierto por una piel de animal tensa.
- el zamar / Azamar  : instrumento emblemático de la aarfa y el zenet típicamente marroquí.
- el guellal / Aqellal : instrumento de percusión, tronco de árbol trabajado a mano para que quede hueco en uno de sus extremos y por el otro una piel de animal tensada. Produce un ruido bastante grave y ligeramente resonante. Utilizado principalmente en la provincia de Berkane.
- la tsantsouna: instrumento de percusión, pequeña cerámica cubierta con una piel. Similar al guellal pero de menor tamaño.
- la ghayta  : instrumento de viento, algo parecido al oboe, que produce un sonido fuerte y agudo.
- la gasba / thamja : instrumento de viento, comparado con la flauta. Se reproduce lentamente y produce un sonido ronco.

## Hoy
Todavía hay Mechyakha (grupos de cheikh ) entre los Beni Touzine, Tensamán, Igzennayen y Guelaya. Pero, sin duda, es la tribu de Beni Iznassen la que más ha sabido salvar este folclore, y que ahora tiene el mayor número de cheikhs. Berkán se considera hoy la capital del Aarfa. El Aarfa ahora se ha extendido a otras ciudades del este , como Uxda o Yerada, en las que anteriormente no estaba presente.